# Stanisław Koniecpolski
Stanisław Koniecpolski (1591 – 11. březen 1646 Brody) byl polský vojenský velitel. Byl také magnátem, královským úředníkem (starostou), kastelánem, členem polské šlechty a vojvodou v Sandoměři. Od roku 1618 zastával hodnost polního korunního hejtmana, od roku 1632 byl vrchním hejtmanem polské armády.

## Životopis

### Původ
Přesné datum narození není známo. Narodil se nejpravděpodobněji mezi léty 1590 a 1594. Jeho otcem byl Aleksander Koniecpolski, který byl polský šlechtic z rodu Koniepolských a byl také Sieradzkým vojvodou, byl věrným zastáncem polského krále Zikmunda III.Vasy. Jeho matkou byla Anna Sroczycka, která byla dcerou Stanisława Sroczyckého, který byl podolským vojvodou. Stanisław měl čtyři bratry. Krzysztof zastával dvorský úřad vlajkonoše-praporčíka koruny(polsky: chorąży wielki koronny, latinsky: vexillifer regni ) a od roku 1641 byl Belzkým vojvodou. Remigiusz byl biskupem v Chełmu. Jan byl kastelánem a Sieradským vojvodou. Posledním bratrem byl Przedbór.
V roce 1603 začal studovat na Krakowské akademii, poté byl otcem poslán na královský dvůr, aby se dovzdělal ve věcech praktických. V roce 1604 byl na přímluvu otce u královského dvora jmenován starostou ve Wieluńi.

### Vojenská kariera

#### Počátek kariery: 1610–1626

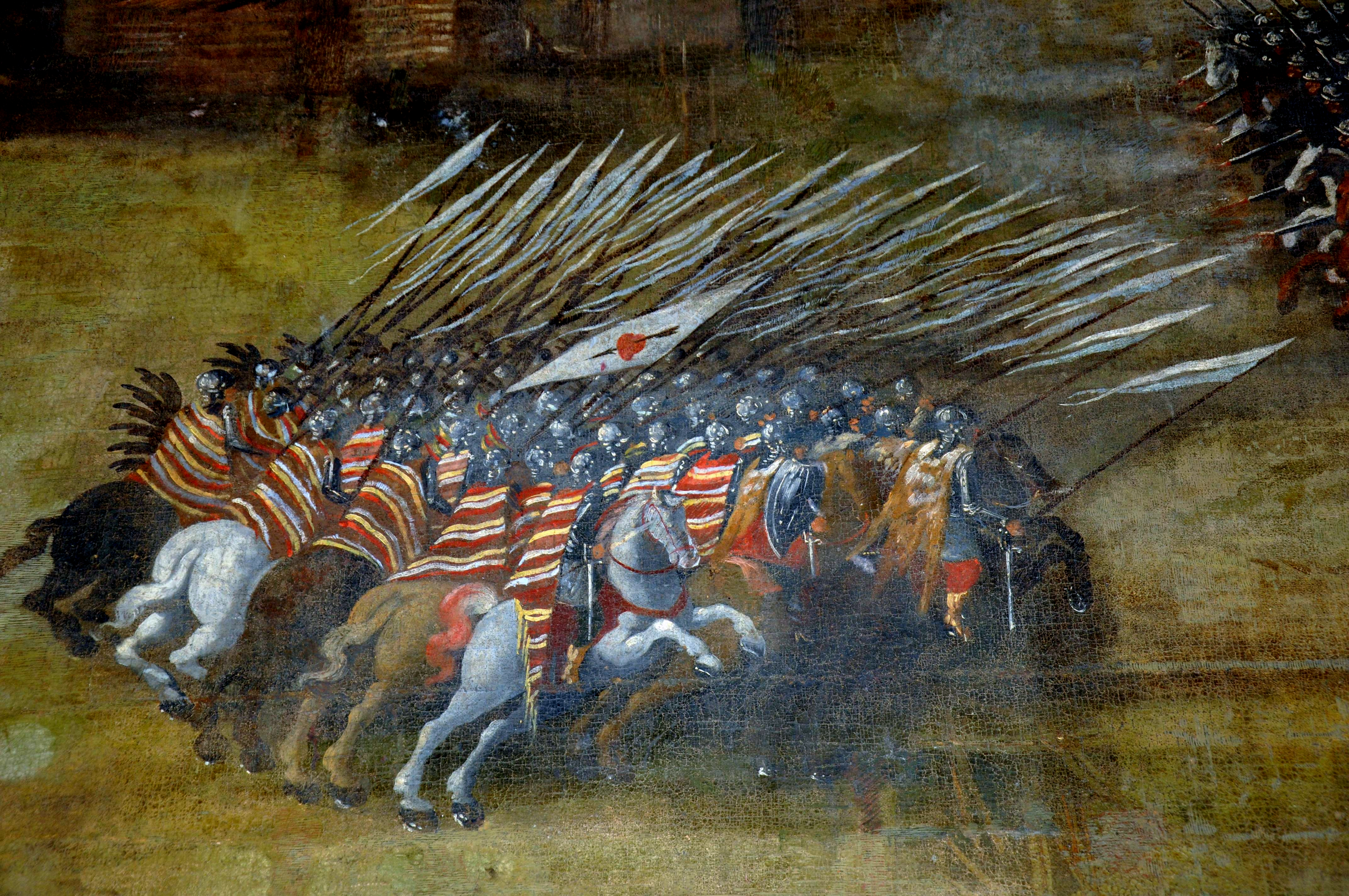
Husaři v bitvě u Klušina

V roce 1610 se spolu bratrem Przedbórem zúčastnil Rusko-polské války, vytvořili vlastní jednotku o přibližně 300 mužích, kteří se připojili k armádě Polsko-litevského unie u Smolenska. Dne 4. července 1610 se zúčastnil bitvy u Klušina, poté se připojil k obležení u Smolenska. V roce 1611 zde padl jeho bratr Przedbór. Poté se připojil k armádě, které velel vrchní litevský hejtmana Jan Karel Chodkiewicz. V roce 1612 se účastnil vojenských operací na uvolnění a zásobování obklíčených polských sil Moskvě. Hejtmanem byl pověřen velením pravého křídla.
Ve stejném roce se připojil k pravidelné polsko-litevské armádě na Ukrajině pod velením polního korunního hejtmana Stanisława Żółkiewského, který měl značný vliv na jeho pozdější kariéru. V roce 1614 byl pověřen zničením odbojných jednotek vedených Janem Karwackim, vyhrál bitvu u Rohatynu a zajal Karwackého. V roce 1615 se oženil s Żółkiewského dcerou Kateřinou. Poté získal dvorský úřad pod-stolníka koruny (polsky: podstoli koronny).
V letech 1615 a 1616 bojoval s Tatary na Ukrajině bez větších úspěchů. V roce 1616 mu zemřela manželka při porodu prvního syna Ondřeje. Následujícím roce se zúčastnil moldavských válek po boku Żołkiewského, postavili se turecké armádě vedené Iskenderem Pašou. Následující boje byly přerušeny a bylo sjednáno oboustranně výhodné příměří. V roce 1618 jej polský král Zikmund III. jmenoval polním hejtmanem koruny. V témže roce byl spolu se Żołkiewského vojskem poražen Tatary v bitvě Oryninu (Orynyn) v Podolí. V roce 1619 se znovu oženil s Krystýnou Lubomirskou, která mu následující rok porodila syna Alexandra.

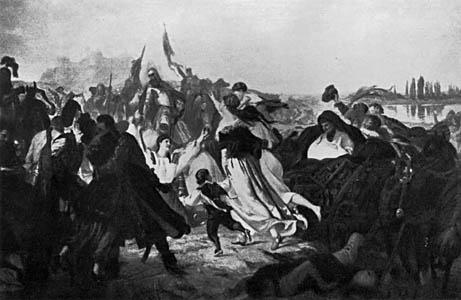
osvobození zajatců Koniecpolským ze zajetí Tatarů

V roce 1620 se znovu vypravil spolu Żołkiewským do Moldavska, kde měli ochránit spojence Polska Gaspara Grazianiho. V bitvě u Cecory podlehla jejich armáda společnému vojsku Iskandera Paši a Khan Temira. Bitva byla součásti polskou-tureckých válek. Při ústupu došlo k destabilizaci vojska, vrchní hejtman Żołkiewski zde zahynul a ostatní velitelé, včetně Stanisława Koniecpolského byli zajati a skončili ve vězení v Konstantinopoli. V roce 1621 bylo v bitvě u Chotyně Turecko poraženo. Polsko a Turecko podepsalo vzájemnou mírovou smlouvu, která měla respektovat příměří a daný stav. V roce 1623 byl propuštěn s ostatními magnáty, poté co bylo zaplaceno výkupné 30 000 tolarů.
V roce 1624 porazil v bitvě u Nového Martynowa tatarské vojsko vedené Khan Temirem, protože napadalo pohraniční oblasti na Ukrajině. Následně byl jmenován vojvodou Sandoměře. V roce 1625 se pokusil potlačit povstání kozáku vedené Markem Žmajlem, které nakonec skončilo příměřím. Kozáci rovněž ohrožovali svými výboji křehké příměří mezi Polskem a Tatary. V roce 1626 se Tataři rozhodli zaútočit na Polsko-litevskou unii. Polské vojsko bylo početně slabší a proto jako velitel zvolil taktiku napadat jen menší uskupení Tatarů, následně byli Tataři po několika přepadech poraženi s pomocí vojska kozáckého velitele Bohdana Chmelnického.

#### Polsko-švédská válka: 1626–1629
V roce 1626 Švédsko ovládlo oblasti Pomořanska a pokusilo se zabrat další polská území. Stanisław Koniecpolský byl pověřen obranou Královských Prus. Jeho samotné vojsko čítalo 4 200 lehkých jezdců, 1 000 dragounů a 1 000 pěšáků, poté bylo doplněno o posily na početní stav 9000 vojáků. Švédsko mělo 20000 vojáku a bylo tak ve značné přesile. V dubnu 1627 se mu podařilo švédské vojsko porazit, dobyl město Puka a Czarne (Hammerstein) a získal tím západní břeh řeky Visly. V květnu toho roku svedl švédský král Gustav II. Adolf se svým vojskem bitvu u Gdaňska, přestože jej vojsko vedené Koniecpolským neporazilo, pro zranění švédského krále skončila bitva ústupem Švédů. V roce 1628 a 1629 naopak porazila švédská armáda polské vojsko, následně byl převelen na Ukrajinu, aby potlačil vpád Tatarů.

#### Vrchní korunní hejtman: 1630–1629
V roce 1630 nechal popravit kozácký vůdce Taras Fedorovič umírněné vůdce kozáků Hryhorije Czarného a zahájil tím povstání kozáku. Stanisław Koniepolski oblehl pevnost Perejaslav, následně nebyl schopen pevnost dobýt, protože nedisponoval dělostřelectvem. Kozákům se nedostávalo zásob a byli nuceni podepsat příměří. Byl pro větší registraci kozáku a zároveň podporoval přeměnu kozáku v nevolníky, což vedlo k novým nepokojům na Ukrajině. V roce 1632 byl povýšen na vrchního korunního hejtmana. V následujícím roce získal pozici krakovského kastelána. Nový polský král Vladislav IV. Vasa si jej vybral jako svého poradce. Koniepolski byl proti většímu vlivu samotného krále, který měl záměr šlechtě omezit tzv. zlaté svobody. V roce 1633 porazil Turky u Kamence Podolského, následovala nová mírová smlouva, která ukončila Polsko-tureckou válku. V roce 1635 ztrestal povstání kozáku vedené Ivanem Sulymou, vůdce kozáku nechal popravit.

#### Pozdní období: 1637–1645
Od roku 1637 byl nucen omezit své vojenské aktivity z důvodu zhoršujícího se zdraví. Zároveň usiloval modernizaci polské armády: posílení dělostřelectva, stavbu pevností a rozvoj kartografie. V roce 1644 zvítězil u Ochmatowa nad tatarskými vojsky pod velením Tuhaj Beje. V roce 1645 mu zemřela druhá manželka. V březnu 1646 se znovu oženil s teprve 16letou Žofii Opalinskou. Manželství trvalo velmi krátce, zemřel koncem dubna 1646.

## Bohatství a vliv

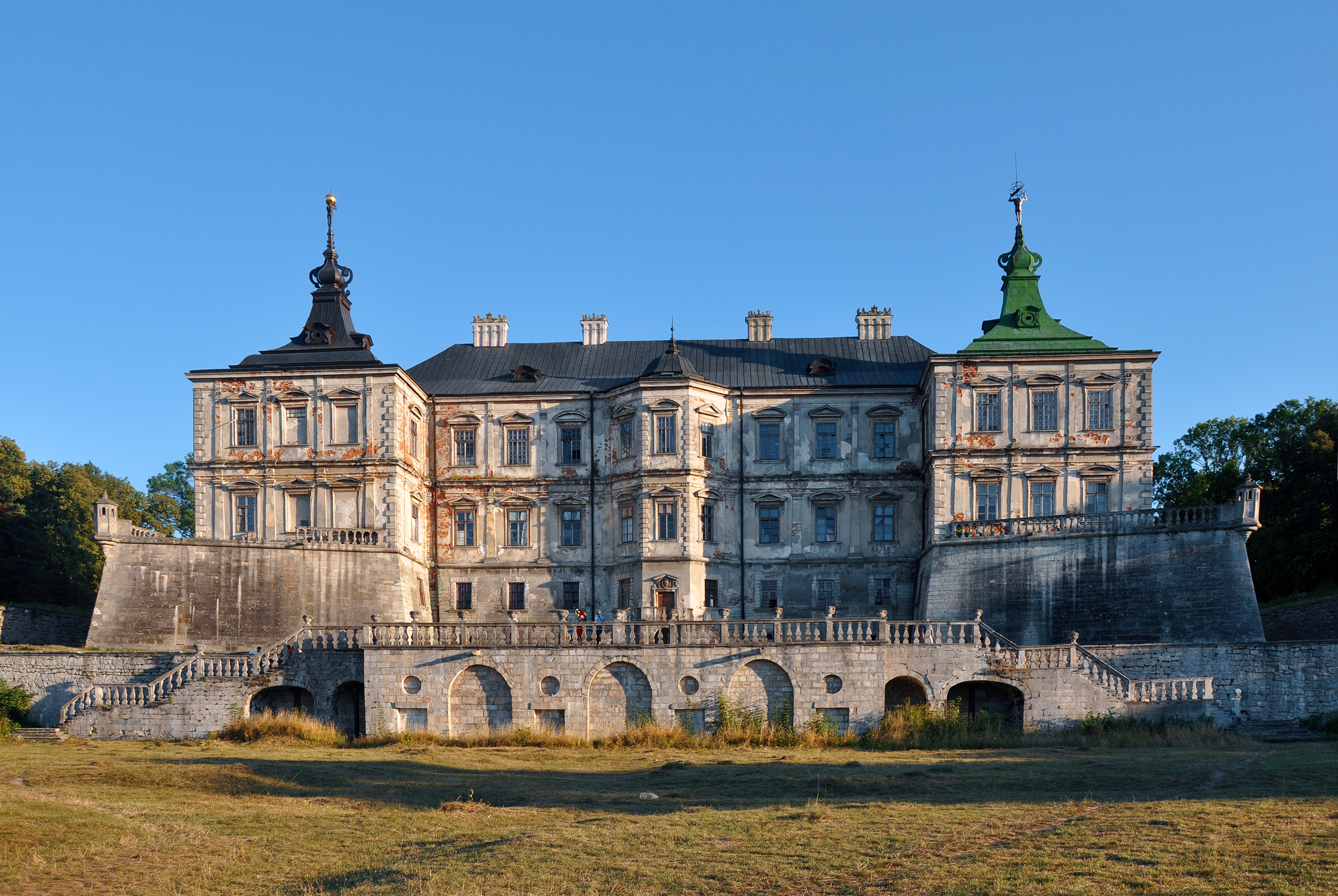
zámek Podhorce

Většina jeho majetku byla na Ukrajině a stal se neoficiálním vládcem Ukrajiny, některými cizinci byl označován za „místokrále Ukrajiny“, ačkoli žádná taková pozice v Polsko-litevské unii nikdy neexistovala. Polský král Vladislav IV. jej v této části země pověřil rozsáhlými pravomocemi a přijímal v zastoupení krále diplomatické mise. Vlastnil svou síť špionů, která působila v Moskvě a v Konstantinopoli.
Po svém otci zdědil 8 vesnic, do své smrti vlastnil 12 starostenství(okresů) s 300 osadami, včetně desítek měst. Jeho roční příjmy z majetku dosahovali 500.000 zlotých. Své bohatství investoval do rozvoje západní Ukrajiny. Založil několik měst, například město Brody, dále postavil zámek Podhorce. Byl zakladatelem dnešního prezidentského paláce ve Varšavě.